# Natte brug
De Natte brug (ook: Nattebrug) is een brug in de stad Groningen, gelegen over het Helperdiep aan de noordgrens van het voormalige dorp (nu wijk) Helpman. De Hereweg verspringt hier van naam en wordt aan de Helper zijde van de brug Verlengde Hereweg.
De wat merkwaardige naam dankt de brug daaraan, dat even ten noorden van het Sterrebos ooit een droge gracht lag, waarover ook een brug lag, de Droge brug. Er waren dus twee bruggen, een "natte" en een "droge". De huidige brug dateert van begin jaren 1920 en is aan beide zijden voorzien van een plaquette van het stadswapen vervaardigd door Willem Valk.

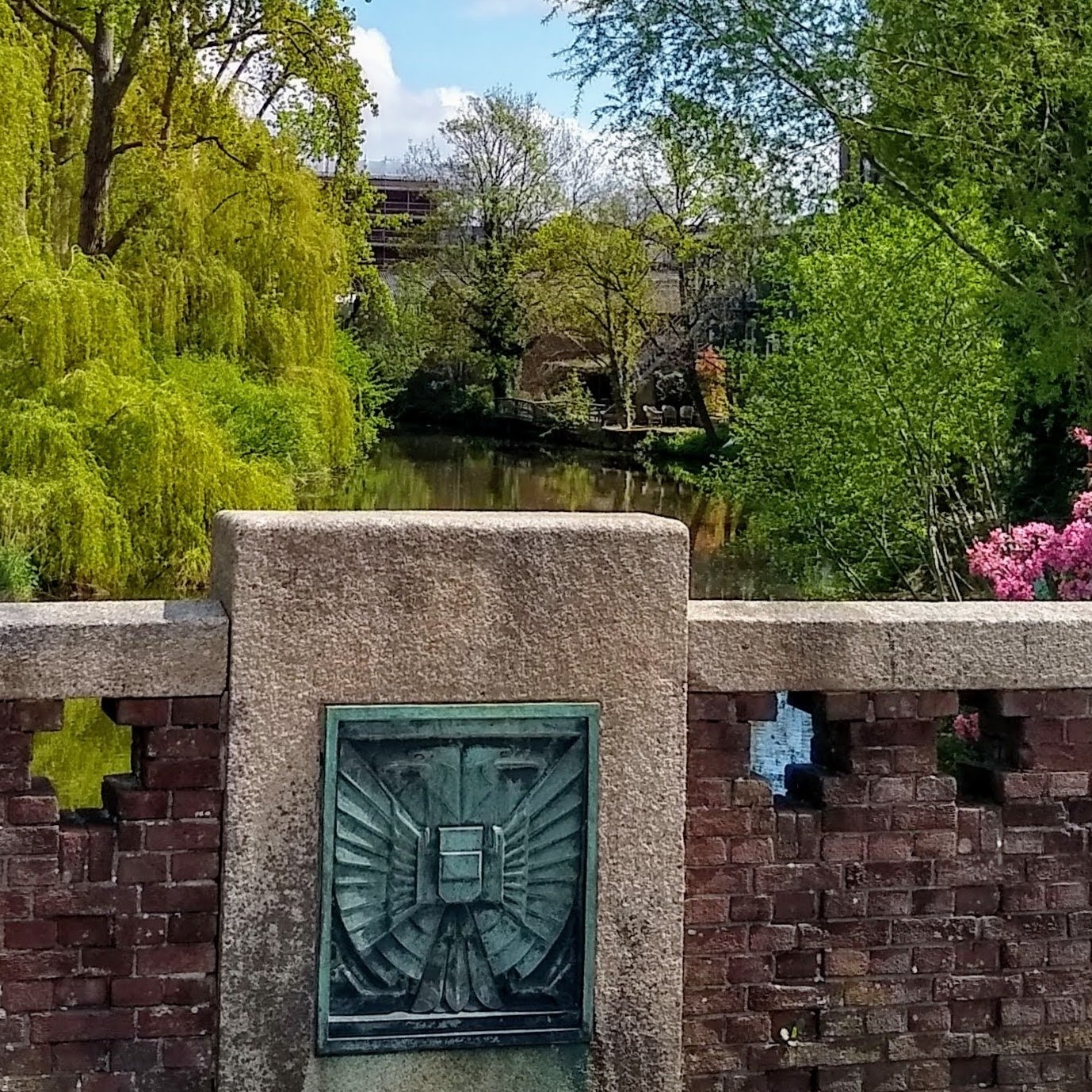
Natte brug met plaquette stadswapen gemaakt door Willem Valk